# Camilo Visedo Moltó
Camilo Visedo Moltó (Alcoy, 1876 - 1958) fue un arqueólogo cuyas excavaciones y estudios se centraron especialmente en yacimientos de la Prehistoria reciente y la Época Ibérica del entorno de Alcoy (Alicante).

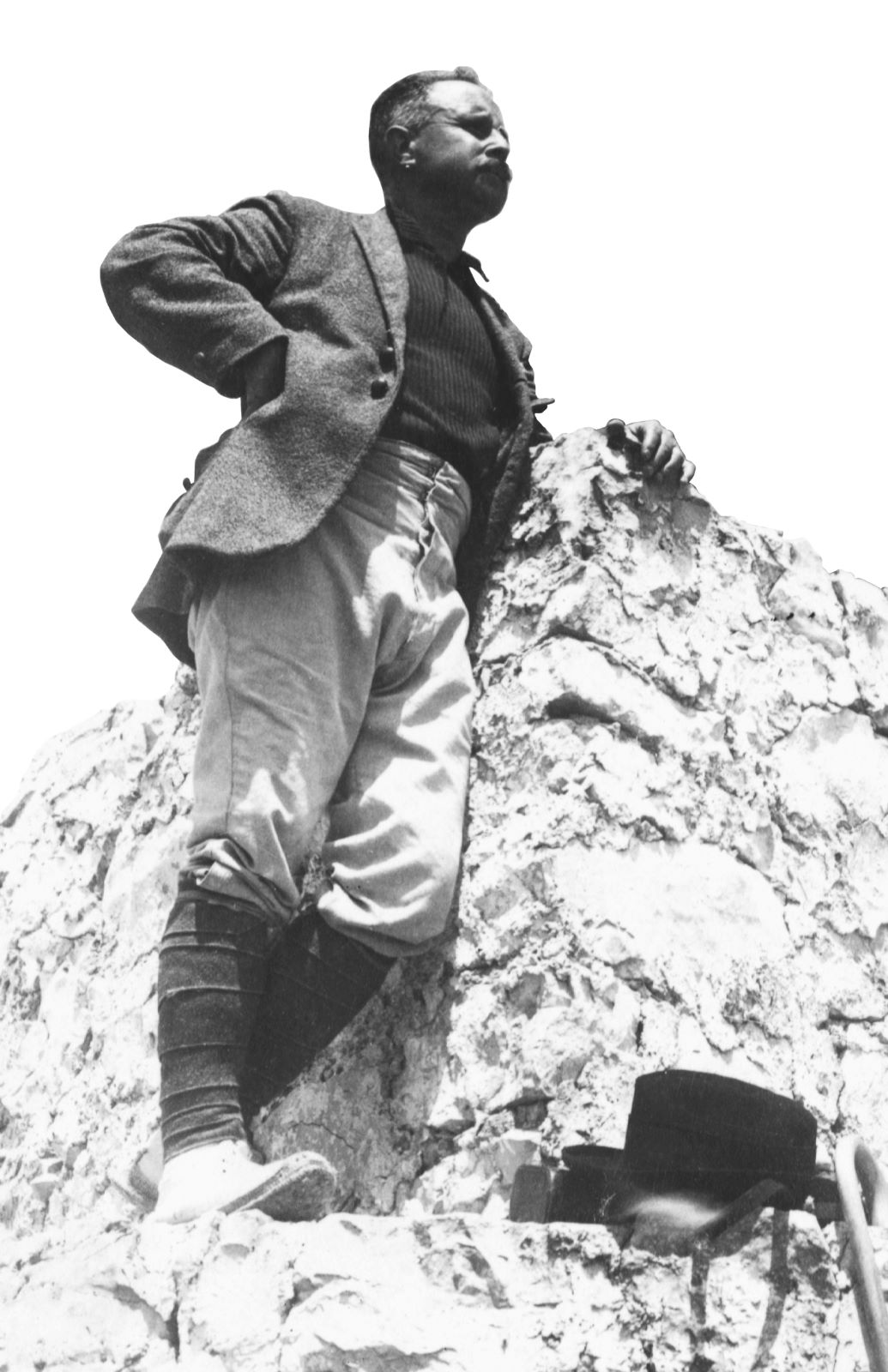
Camilo Visedo Moltó en la cumbre del Montgó (Dénia) en 1929

Desarrolló su carrera profesional en su ciudad natal y comarca. Fue considerado un pionero en los estudios arqueológicos del sur de la Comunidad Valenciana.

## Biografía
Aficionado a la geología y la paleontología, en la que realizó diversos estudios, su interés derivó en la arqueología. A principios del siglo XX realiza diversas exploraciones arqueológicas. En una de ellas descubre restos en lo que hoy se conoce como el yacimiento arqueológico de La Serreta, en el cual trabajaría durante quince campañas, desde 1920 en que recibe la autorización pertinente hasta los inicios de la década de 1950. En la cima de La Serreta halló exvotos de terracota y diferentes ofrendas que asoció a un santuario ibérico y romano, y en el subsuelo de esta ciudad ibérica recuperó textos en alfabeto greco-ibérico escritos sobre láminas de plomo (siglos IV y III a.J.C.). Su aportación a la paleontología fue también muy destacada, pues alrededor de Alcoy descubrió muchos yacimientos importantes y estableció correlaciones estratigráficas; su colección de fósiles fue relevante para otros estudiosos nacionales o extranjeros, e incluso el paleontólogo francés Jules Matthieu Lambert le dedicó una especie de erizo de mar fósil (Echinolampas visedoi).

Especie de erizo de mar fósil que fue dedicada a Visedo Moltó por Lambert: Echinolampas visedoi

Donó su colección arqueológica y paleontológica al Museo Arqueológico Camil Visedo, del cual fue creador y primer conservador (1945-1958). Más tarde, el museo tomaría su nombre cómo denominación. Su bibliografía incluye alrededor de cuarenta estudios locales.